# Apollo Beach
Apollo Beach är en ort (CDP) i Hillsborough County, i delstaten Florida, USA. Enligt United States Census Bureau har orten en folkmängd på 14 055 invånare (2010) och en landarea på 51,4 km².